# Killingi
Killingi eller Killinge (meänkieli: Killinki eller Killimä) är en by belägen vid Kaitum älv i Gällivare kommun, cirka 70 km norr om Gällivare. Byn grundades 1725 som Killingesuando av Olof Olofsson. Denne kom från området kring Lainio och var troligen lantalainen.
När det på 1740-talet blev aktuellt att bryta ut Gällivare socken ur Jokkmokks socken beslöts att en kyrka skulle uppföras i Gällivare och ett kapell vid Killingsuando (Killingi). Så skedde också. Även ett prästboställe byggdes på kronans bekostnad vid Killingi.
Svenska kyrkans missionär Jonas Zelberg var verksam i Killingi under perioden 1747–1759. På hans initiativ anlades där en inhägnad begravningsplats. Zelberg utförde även ett mycket aktivt arbete för att utrota "hedendomen" bland samerna. Bland annat brände han den 21 juli 1747 upp en samisk offerplats med fem seitar och stora högar av horn vid sjön Saivo söder om Dundret. Zelberg fick ingen efterträdare i Killingi.

I Killingi finner vi två nyanläggningsbeslut: ett från 1834 för Mickel Olsson och ett från 1849 för Olof Olsson, båda med 15 års skattefrihet.
1890 hade Killingi 11 hushåll och där bodde 60 personer.
Killingi var en väglös by fram till 1967.